# 渡航者位置特定フォーム
渡航者位置特定フォーム（、英語: Passenger Locator Form、PLF）は、一部の国で国際旅行前に入国者の情報を得るために使用されているフォーム。一般的には、連絡先・旅程・滞在先などの情報が求められる。
物理的な文書の形をしている場合もあれば、完全に電子化されバーコードなどに情報が集約されている場合もある。